# Dassault Super Mystère
Dassault Super Mystère là một mẫu máy bay tiêm kích-ném bom của Pháp chế tạo, nó là máy bay siêu thanh đầu tiên của Tây Âu được đưa vào chế tạo hàng loạt.

## Phát triển

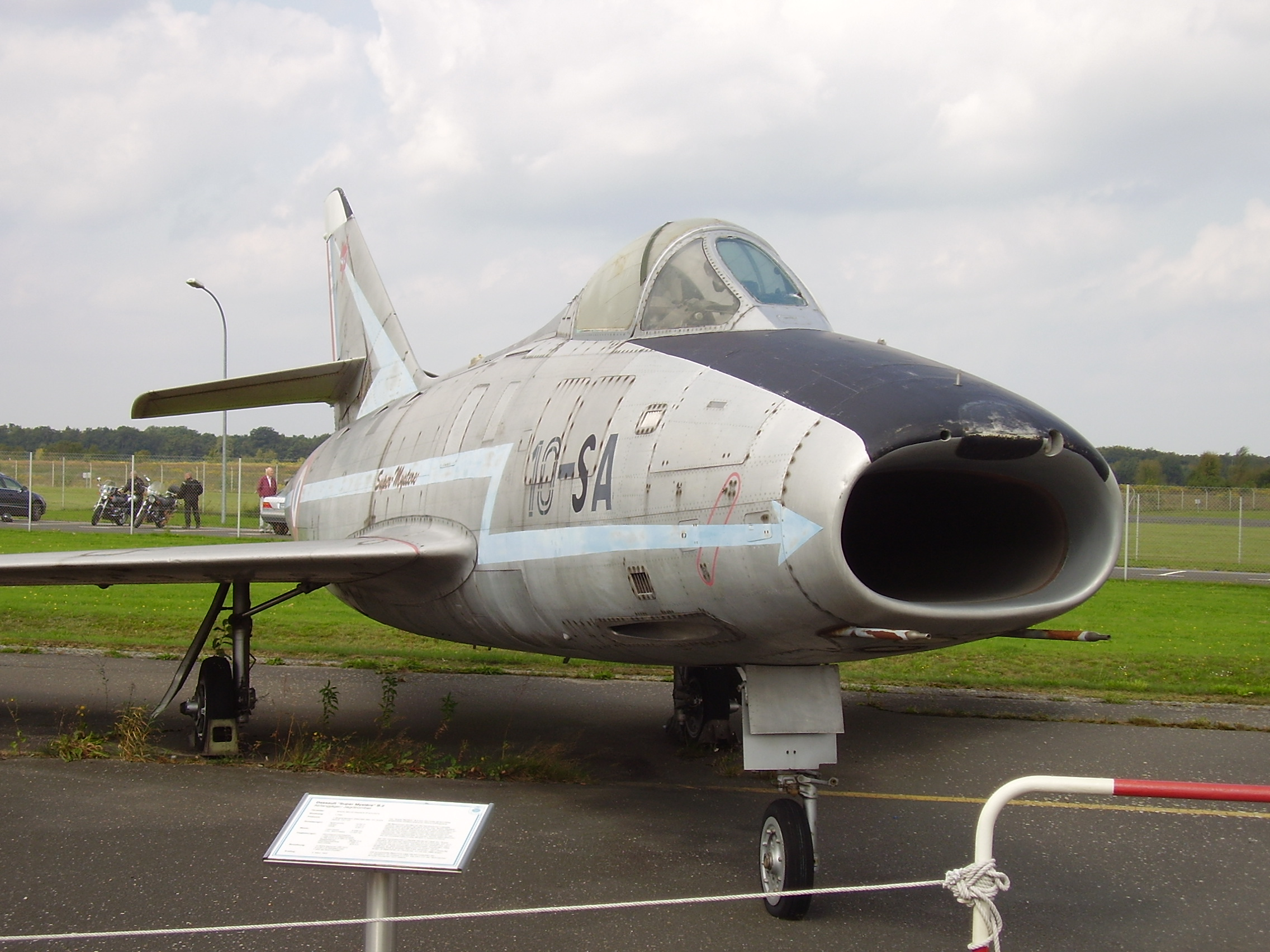
Super Mystère tại viện bảo tàng

Super Mystère là kết quả cho bước cuối cùng trong quá trình hiện đại hóa được bắt đầu với Dassault Ouragan và tiến triển đến Mystère II/III và Mystère IV. Trong khi những phiên bản Mystère ban đầu chỉ có thể đạt tới tốc độ siêu thanh khi bổ nhào, thì Super Mystère có thể vượt qua tốc độ âm thanh dễ dàng ngay khi bay thường. Điều này đạt được là nhờ vào thiết kế cánh mỏng với góc 45° (so với góc 41° trên Mystère IV và 33° trên Mystère II) và nó còn sử dụng một động cơ phản lực trang bị một buồng đốt nhiên liệu phụ.
Nguyên mẫu đầu tiên Super Mystère B.1, được trang bị động cơ Rolls-Royce Avon RA.7R, bay lần đầu vào 2 tháng 3 năm 1955. Máy bay đạt tốc độ âm thanh khi bay thường vào ngay sau đó. Loại máy bay này bắt đầu được sản xuất vào năm 1957 với tên gọi Super Mystère B.2. Phiên bản sản xuất khác với nguyên mẫu do nó được lắp động cơ khỏe hơn là SNECMA Atar 101G. Vào năm 1958, hai nguyên mẫu Super Mystère B.4 cũng được chế tạo. Hai máy bay này được gắn cánh cụp 48° và động cơ mới hơn là SNECMA Atar 9B, nó có thể đạt đến tốc độ Mach 1.4. Nhưng mẫu này không được sản xuất do loại Dassault Mirage III nhanh hơn đã được đưa vào sử dụng. Năm 1973, Không quân Israel đã nâng cấp những chiếc Super Mystère B.2 của mình với một phiên bản của động cơ Pratt & Whitney J52-P8A không có buồng đốt nhiên liệu phụ và hệ thống điện tử mới.
Tổng cộng đã có 180 Super Mystère B.2 được chế tạo.

## Lịch sử hoạt động
Super Mystère hoạt động trong Không quân Pháp (Armee de l'Air) cho đến năm 1977. 36 chiếc khác đã được bán cho Không quân Israel vào năm 1958. Loại máy bay này đã tham chiến trong Chiến tranh Sáu ngày vào năm 1967 và Chiến tranh Yom Kippur năm 1973. Những phi công Israel rất thích loại máy bay này và nó đã được sử dụng trong các trận không chiến với MiG-19 của các nước Arab.
Vào năm 1975, Israel đã bán 18 chiếc của mình cho Honduras. Chúng đã được sử dụng trong các cuộc giao tranh nhỏ ở biên giới với Nicaragua và rút khỏi hoạt động vào năm 1996. Tuy nhiên, 11 chiếc vẫn còn được duy trì hoạt động cho đến năm 1998 để ngăn chặn những tay buôn lậu ma túy bất hợp pháp trong không phận của Honduras.

## Quốc gia sử dụng
Pháp
- Armee de l'Air

 Honduras
- Không quân Honduras

 Israel
- Không quân Israel

## Thông số kỹ thuật (Super Mystère B.2)

### Đặc điểm riêng
- Phi đoàn: 1
- Chiều dài: 14.0 m (45 ft 11 in)
- Sải cánh: 10.1 m (33 ft 2 in)
- Chiều cao: 4.6 m (15 ft 1 in)
- Diện tích cánh: 32.0 m² (344 ft²)
- Trọng lượng rỗng: 6.390 kg (14.090 lb)
- Trọng lượng cất cánh: 9.000 kg (20.000 lb)
- Trọng lượng cất cánh tối đa: 10.000 kg (22.000 lb)
- Động cơ: 1× động cơ phản lực SNECMA Atar 101G-2, 33.3 kN (7.490 lbf) và 44.1 kN (9.920 lbf) khi đốt nhiên liệu lần hai

### Hiệu suất bay
- Vận tốc cực đại: Mach 1.12 (1.195 km/h, 743 mph) trên độ cao 11.000 m (36.000 ft)
- Tầm bay: 1.175 km (634 NM, 730 mi) - bán kính chiến đấu 870 km (470 NM, 540 mi)
- Trần bay: 17.000 m (56.000 ft)
- Vận tốc lên cao: 89 m/s (18.000 ft/min)
- Lực nâng của cánh: 281 kg/m² (57.6 lb/ft²)
- Lực đẩy/trọng lượng: 0.50

### Vũ khí
- 2× Pháo DEFA 30 mm (1.18 in)
- 900 kg (1.980 lb) vũ khí bao gồm bom, rocket, tên lửa MBDA AS 30 hoặc Rafael Shafrir

## Nội dung liên quan

### Máy bay có cùng sự phát triển
- Dassault Mystère IV
- Dassault Mirage III

### Máy bay có tính năng tương đương
- F-100 Super Sabre
- Mikoyan-Gurevich MiG-19

### Trình tự thiết kế
- II - III - IV - Super - XXII - XXIV - XXVI

### Danh sách
- Danh sách máy bay chiến đấu
- Danh sách máy bay quân sự của Pháp